# David Koepp

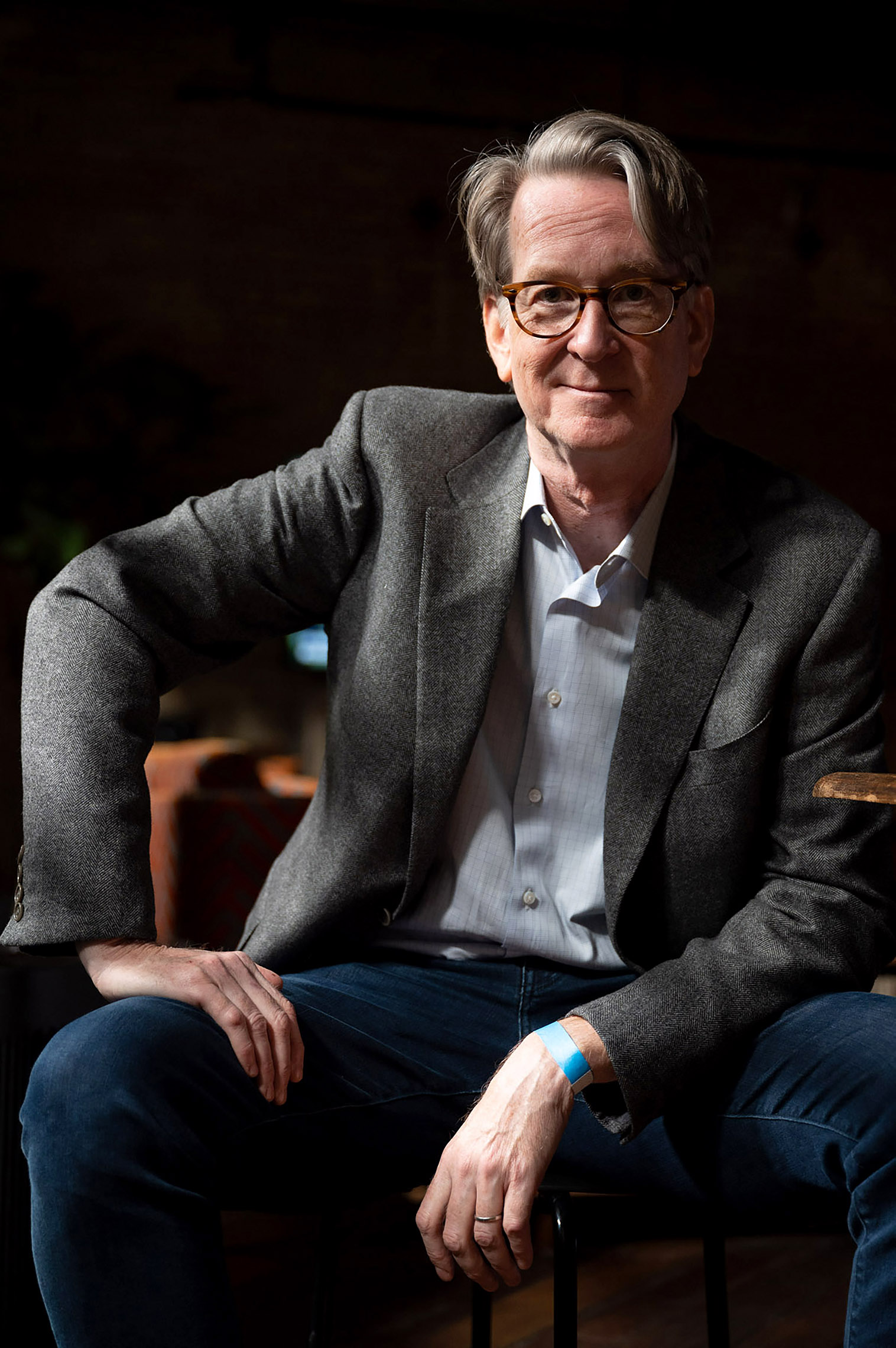
David Koepp, 2022

David Koepp (* 9. Juni 1963 in Pewaukee, Wisconsin) ist ein US-amerikanischer Drehbuchautor, Produzent, Regisseur und Autor. Zu seinen bekanntesten Arbeiten gehören die Drehbücher zu Blockbustern wie Jurassic Park, Mission: Impossible, Spider-Man und Krieg der Welten.

## Leben
David Koepp (gesprochen Kepp) wuchs in seiner Heimatstadt Pewaukee auf und besuchte dort die katholische Volksschule in St. Anthony’s on the Lake. Seine Mutter ist Familientherapeutin, sein Vater ist Inhaber einer Produktionsfirma für Werbeplakate. Er ist mit Rosario Varela verheiratet, mit der er zwei Kinder hat.
Koepp hat die Kettle Moraine High School in Wales, Wisconsin besucht und absolviert, abends und am Wochenende hat er bei McDonald’s in Delafield gearbeitet. An der School of Theater, Film and Television der University of California, Los Angeles hat er seinen Bachelor-Abschluss im Bereich Film gemacht.
Koepp arbeitete schon früh und recht häufig mit Hollywood-Größen wie Robert Zemeckis, Ron Howard, Steven Spielberg (vier Mal), Brian De Palma und Steven Soderbergh (je drei Mal) zusammen. Er ist außerdem Schöpfer der CBS-Dramaserie Hack mit David Morse. Mit seiner Gage für Panic Room (4 Mio. US-Dollar) gehört Koepp zu den am besten bezahlten Drehbuchautoren überhaupt.
Am 16. September 2019 wurde sein erstes Buch Cold Storage – Es tötet auf Deutsch veröffentlicht.

## Filmografie

### Drehbuch
- 1988: Apartment Zero
- 1990: Why me? – Warum gerade ich? (Why Me?)
- 1990: Dark Angel (Dark Angel (I Come in Peace))
- 1990: Todfreunde – Bad Influence (Bad Influence)
- 1991: Boy Soldiers (Toy Soldiers)
- 1992: Der Tod steht ihr gut (Death Becomes Her)
- 1993: Jurassic Park
- 1993: Carlito’s Way
- 1994: Schlagzeilen (The Paper)
- 1994: Shadow und der Fluch des Khan (The Shadow)
- 1994: Suspicious (Kurzfilm)
- 1996: Mission: Impossible
- 1996: Der große Stromausfall – Eine Stadt im Ausnahmezustand (The Trigger Effect)
- 1997: Vergessene Welt: Jurassic Park (The Lost World: Jurassic Park)
- 1998: Spiel auf Zeit (Snake Eyes)
- 1999: Echoes – Stimmen aus der Zwischenwelt (Stir of Echoes)
- 2002: Panic Room
- 2002: Spider-Man
- 2002–2004: Hack – Die Straßen von Philadelphia (Hack, Fernsehserie, Schöpfer, Drehbuch von 2 Folgen)
- 2004: Das geheime Fenster (Secret Window)
- 2005: Zathura – Ein Abenteuer im Weltraum (Zathura)
- 2005: Krieg der Welten (War of the Worlds)
- 2008: Indiana Jones und das Königreich des Kristallschädels (Indiana Jones and the Kingdom of the Crystal Skull)
- 2008: Wen die Geister lieben (Ghost Town)
- 2009: Illuminati (Angels & Demons)
- 2011: Die kleine blaue Lokomotive (The Little Engine That Could)
- 2012: Premium Rush
- 2014: Jack Ryan: Shadow Recruit
- 2016: Inferno
- 2017: Die Mumie (The Mummy)
- 2020: Du hättest gehen sollen (You Should Have Left)
- 2022: Kimi
- 2023: Indiana Jones und das Rad des Schicksals (Indiana Jones and the Dial of Destiny)
- 2024: Presence
- 2025: Black Bag – Doppeltes Spiel (Black Bag)
- 2025: Jurassic World: Die Wiedergeburt (Jurassic World Rebirth)

### Regie
- 1994: Suspicious (Kurzfilm)
- 1996: Der große Stromausfall – Eine Stadt im Ausnahmezustand (The Trigger Effect)
- 1999: Echoes – Stimmen aus der Zwischenwelt (Stir of Echoes)
- 2004: Das geheime Fenster (Secret Window)
- 2004: All Falls Down
- 2008: Wen die Geister lieben (Ghost Town)
- 2012: Premium Rush
- 2015: Mortdecai – Der Teilzeitgauner (Mortdecai)
- 2020: Du hättest gehen sollen (You Should Have Left)

## Literarische Werke
- Aurora. Harper, New York 2022, ISBN 978-0-06-291647-1.

## Hörbuch
- 2019: Cold Storage – Es tötet Sprecher: David Nathan Erscheinungsjahr 2019, Verlag: HarperCollins bei Lübbe Audio, 2019 HarperCollins bei Lübbe Audio

## Auszeichnungen
Saturn Award (bestes Drehbuch)
- 1993: Nominiert für Der Tod steht ihr gut
- 1994: Gewonnen für Jurassic Park
- 2005: Nominiert für Krieg der Welten

Goldene Himbeere (schlechtestes Drehbuch)
- 1997: Nominiert für Mission: Impossible
- 1998: Nominiert für Vergessene Welt: Jurassic Park
- 2018: Nominiert für Die Mumie
- 2024: Nominiert für Indiana Jones und das Rad des Schicksals